# Soldat laboureur

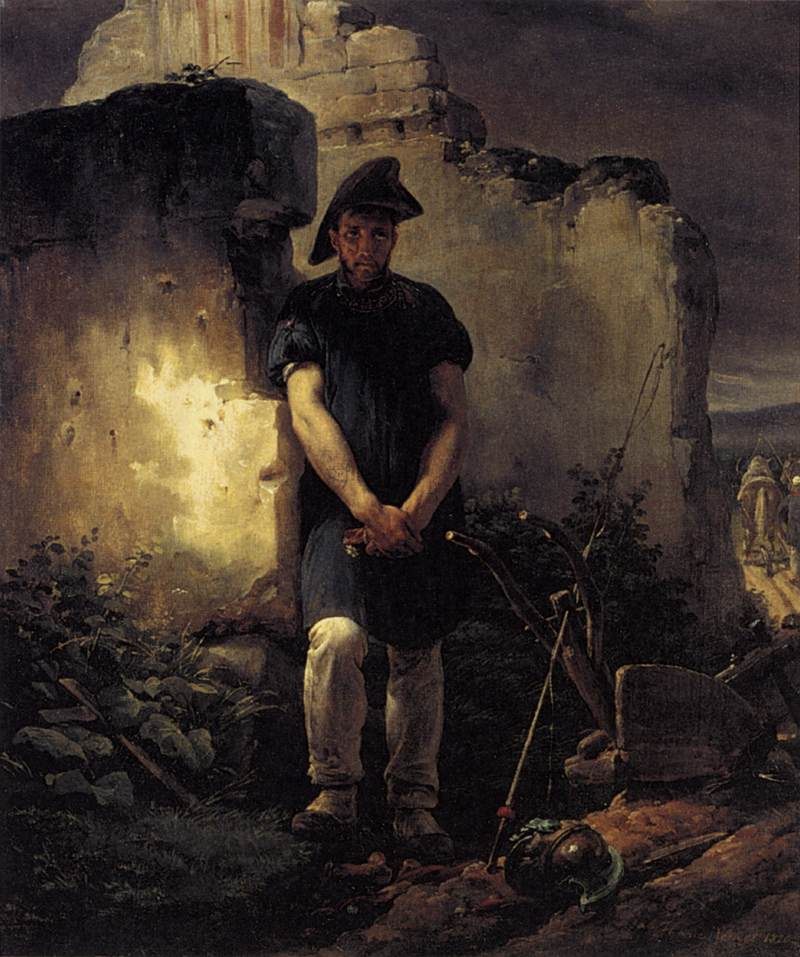
Le soldat laboureur d'Horace Vernet (1820)

Le soldat laboureur est une figure populaire de la France du XIXe siècle symbolisant la double dimension du Français typique de cette époque sachant qu'en simplifiant tout soldat provient de la paysannerie et tout paysan est toujours prêt à prendre le fusil pour défendre sa terre et le sol national. Le soldat laboureur possède donc une psychologie forte d'une double détermination, patriotique, celle de la défense armée des biens et l'antique valorisation de ses biens. Il est ainsi représenté avec un fusil dans une main et un outil agricole dans l'autre et s'est incarné sous de multiples formes lors de la colonisation, notamment de l'Algérie : un magasin était d'ailleurs spécialisé dans la fourniture de tout l'indispensable au paysan partant exploiter des terres éloignées et peu sûres. Présenté dans ses bons aspects, le soldat laboureur devait être un objet d'identification et d'incitation à l'héroïsme pour les conscrits, futurs conscrits et éventuels colons.
La figure du soldat laboureur possède une pseudo-incarnation personnalisée mais tout aussi imaginaire par le personnage de Nicolas Chauvin. L'une comme l'autre sont des personnages de la littérature du XIXe siècle.

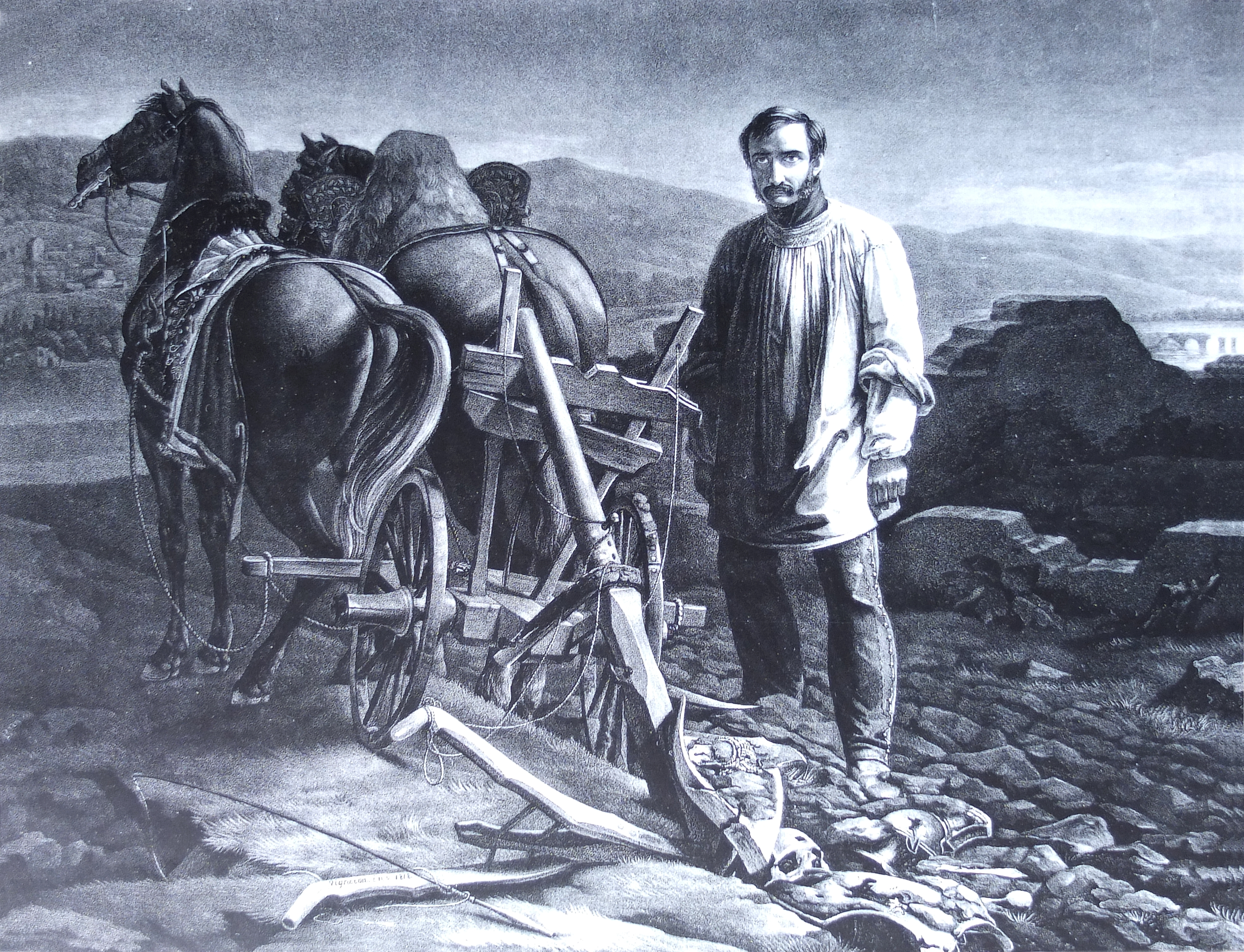
Le Soldat laboureur, gravure (d'après son tableau ?) de Pierre-Roch Vigneron, 1818, BnF.